# La Carlota (Spanje)

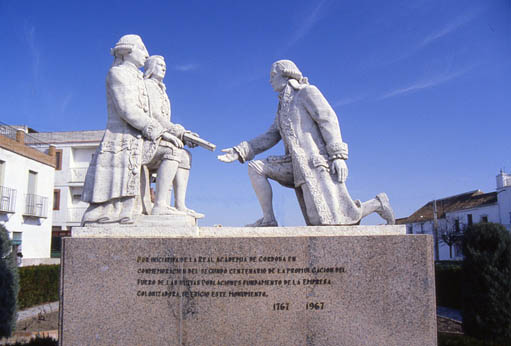
Monument opgericht ter herdenking van het tweede eeuwfeest van het decreet tot oprichting van de Nuevas Poblaciones. Links Koning Karel III en minister Campomanes en rechts Pablo de Olavide.

La Carlota is een gemeente in de Spaanse provincie Córdoba in de regio Andalusië met een oppervlakte van 79 km². In 2007 telde La Carlota 12.303 inwoners.

## Geschiedenis
La Carlota werd gesticht in 1767. Koning Karel III van Spanje wilde de Spaanse economie stimuleren en nam hiertoe initiatieven. Hij wilde het onbewoonde gebied langs de Guadalquivir rivier en de Sierra Morena bevolken door buitenlandse kolonisten aan te trekken. Er waren hiervoor drie gebieden aangewezen voor de zogenaamde Nuevas Poblaciones, La Carlota, La Carolina en La Luisiana. Het doel van deze kolonisatie was het onproductieve gebied in ontwikkeling te brengen en de veiligheid op de Camino Real tussen Córdoba en Sevilla te verbeteren.
Pablo de Olavide werd aangesteld om de kolonisatie in goede banen te leiden. Hij werd benoemd tot burgemeester van Sevilla en tot hoofdinspecteur van de nieuwe dorpen. De rekrutering van de kolonisten werd toevertrouwd aan de avonturier Juan Gaspar de Thurriegel uit Beieren. Hij slaagde er in bijna 6000 Duitse en Vlaamse katholieke kolonisten, evenals enkele Catalanen en Valencianen, aan te trekken. De kolonisten kregen landbouwgrond, een huis, vee, gereedschap en belastingvrijstelling. Op 14 oktober 1768 arriveerden de eerste kolonisten en een jaar later telde La Carlota 1151 inwoners. Het was een nieuwe plaats en de bouw werd planmatig aangepakt met loodrecht op elkaar staande straten en regelmatige woonblokken als resultaat.
In juni 1885 werd La Carlota aangesloten op het Spaanse spoorwegnetwerk en er kwam een treinstation. Dit maakte het verkeer van mensen en goederen aanzienlijk gemakkelijker. De spoorlijn werd in 1971 gesloten.

## Demografische ontwikkeling
Bron: INE; 1857-2011: volkstellingen